# 馬爾基夫齊 (克拉西利夫區)
49°35′49″N 26°47′26″E / 49.59694°N 26.79056°E
馬爾基夫齊（烏克蘭語：Марківці）是位於烏克蘭西部的村莊，由赫梅利尼茨基州裡赫梅利尼茨基區的扎斯盧奇內市鎮負責管轄。該村處於布佐克河左岸，面積1.53平方公里，海拔高度298米，2001年人口315。